# The Town FC
El The Town FC es un equipo de fútbol de los Estados Unidos que jugó en la MLS Next Pro, la tercera liga de fútbol más importante del país. Es el equipo reserva del San Jose Earthquakes, y disputa sus encuentros de local en el estadio de Saint Mary's Gaels en Moraga, California.

## Historia

### San Jose Earthquakes U23
El San Jose Earthquakes U23 fue fundado el 28 de octubre de 2013 en la ciudad de Turlock, California como el principal equipo filial del San Jose Earthquakes de la MLS.
Fue uno de los equipos de expansión de la USL Premier Development League para la temporada 2014, en la cual quedaron en tercer lugar de su división en su temporada inaugural.
El 9 de diciembre de 2014 se anunció que el Burlingame Dragons FC tomaría el lugar del club para la temporada 2015 de la USL Premier Development League, con lo que el club desapareció oficialmente.

### San Jose Earthquakes II
El 6 de diciembre de 2021, se fundó el San Jose Earthquakes II para disputar la nueva MLS Next Pro en la temporada 2022.

### The Town FC
El 11 de marzo de 2024, los Earthquakes anunciaron una alianza con el grupo inversor The Town Group, y renombraron el club como The Town FC para la temporada 2024.

## Temporadas
| Año  | División | Liga         | Temporada Regular | Playoffs     | Playoffs     |
| ---- | -------- | ------------ | ----------------- | ------------ | ------------ |
| 2022 | 3        | MLS Next Pro | 5°, Oeste         | No clasificó | No clasificó |
| 2023 | 3        | MLS Next Pro | 6°, Oeste         | No clasificó | No clasificó |

## Jugadores

### Plantel 2024
- Incluye jugadores cedidos del primer equipo, de las inferiores y jugadores a prueba.